# Amtsgericht Schwerin an der Warthe
Das Amtsgericht Schwerin (auch Amtsgericht Schwerin an der Warthe) war ein preußisches Amtsgericht mit Sitz in Schwerin an der Warthe.

## Geschichte
In Schwerin an der Warthe bestand von 1849 bis 1879 eine Gerichtskommission Schwerin an der Warthe des Kreisgerichts Birnbaum. Das königlich preußische Amtsgericht Schwerin wurde mit Wirkung zum 1. Oktober 1879 als eines von acht Amtsgerichten im Bezirk des Landgerichtes Meseritz im Bezirk des Oberlandesgerichtes Posen gebildet. Der Sitz des Gerichtes war Schwerin. Sein Gerichtsbezirk umfasste aus dem Kreis Birnbaum die Stadtbezirke Blesen und Schwerin an der Warthe und den Polizeidistrikt Schwerin an der Warthe außer die Gemeindebezirke Goray, Marienwalde, Mechnatsch, Orlowce und den Gutsbezirk Goray. Am Gericht bestanden 1880 zwei Richterstellen. Das Amtsgericht war damit ein mittelgroßes Amtsgericht im Landgerichtsbezirk. Der Landgerichtsbezirk kam aufgrund des Versailler Vertrages 1919 teilweise zu Polen und das Landgericht Meseritz wurde dem Oberlandesgericht Marienwerder zugeordnet. Der Rest des Sprengels des Amtsgerichtes Birnbaum, der beim Deutschen Reich geblieben war, wurde dem Amtsgericht Schwerin an der Warthe zugeordnet. Diese Änderungen traten zum 1. Januar 1920 in Kraft. Im Jahre 1940 wurde das Landgericht dem Kammergericht nachgeordnet.
Im Jahre 1945 wurde der Amtsgerichtsbezirk unter polnische Verwaltung gestellt, und die deutschen Einwohner wurden vertrieben. Damit endete auch die Geschichte des Amtsgerichtes Schwerin an der Warthe.